# قبعة علبية
القبعة العلبيّة أو قبعة علبة الحبوب هي قبعة صغيرة ذات تاج مسطح وجوانب مستديرة وبدون حافة، ترتديها النساء عادة. سُميت على اسم العلب الأسطوانية أو السداسية الصغيرة التي كانت تستخدم لتخزين أو حمل عدد صغير من الحبوب.